# 長谷部誠
長谷部 誠（はせべ まこと、1984年1月18日 - ）は、静岡県藤枝市出身の元サッカー日本代表選手。フランクフルトIIアシスタントコーチ。
現役時代のポジションはミッドフィールダー、ディフェンダー。妻はモデルの佐藤ありさ。

## 概要
2006年から、代表引退を発表した2018年まで日本代表に選ばれ続け、キャプテンとしてワールドカップに3度出場（2010年・2014年・2018年）。キャプテンとして出場した代表での試合数は81試合で、日本代表歴代1位である。ブンデスリーガにおいて外国人の選手としては、クラウディオ・ピサーロに次ぐ歴代2位の出場記録保持者であり、アジア出身の選手としては歴代1位である。2019年にはドイツのサッカー専門誌『kicker』選出のシーズンベスト11と、欧州サッカー連盟（UEFA）が選ぶヨーロッパリーグ（EL）の優秀選手に選出されている。

## 経歴

### 生い立ち
静岡県藤枝市出身、祖父が「誠」と命名。青島東
サッカースポーツ少年団（藤枝市立青島東小学校）、藤枝市立青島中学校サッカー部を経て、静岡県立藤枝東高等学校に入学。2年の終わり頃からレギュラーとしてプレーした。U-18日本代表候補への選出と2001年の全国高校総体準優勝などの実績はあったが全国高校サッカー選手権には未出場だったことなどから県内2クラブ（清水エスパルス、ジュビロ磐田）からのオファーは無く、県選抜でのプレーを見た浦和レッズのスカウトから勧誘を受ける。浦和の他には名古屋グランパス、明治大学などからも勧誘を受けていた。

### 浦和レッズ
高校卒業と同時に浦和に加入。1年目はカップ戦1試合のみの出場だったが、2年目の2003年はトップ下やボランチの選手として年間通して出場機会を得た。そして、3年目の2004年はシーズン当初こそ山瀬功治に代わってトップ下で出場していたが、シーズン中盤以降は鈴木啓太とダブルボランチを組み、浦和の2ndステージ優勝などに貢献した。この年はナビスコカップ・ニューヒーロー賞、Jリーグ・ベストイレブンに選出された。
2005年から2007年の間も鈴木啓太と中盤の底でコンビを組み、レギュラーとしてJ1優勝やAFCチャンピオンズリーグ優勝をはじめとした浦和のタイトル獲得に貢献した。2005年末に初めて日本代表に選ばれたが、2006年のワールドカップの代表メンバーからは漏れてしまう。その後、イビチャ・オシムが監督を務めると日本代表に復帰したが、2007年はシーズン序盤に負傷したこともあって代表戦の出場機会はなく、同年12月に代表監督に再任した岡田武史に選ばれるまでは日本代表から遠ざかっていた。

### ヴォルフスブルク

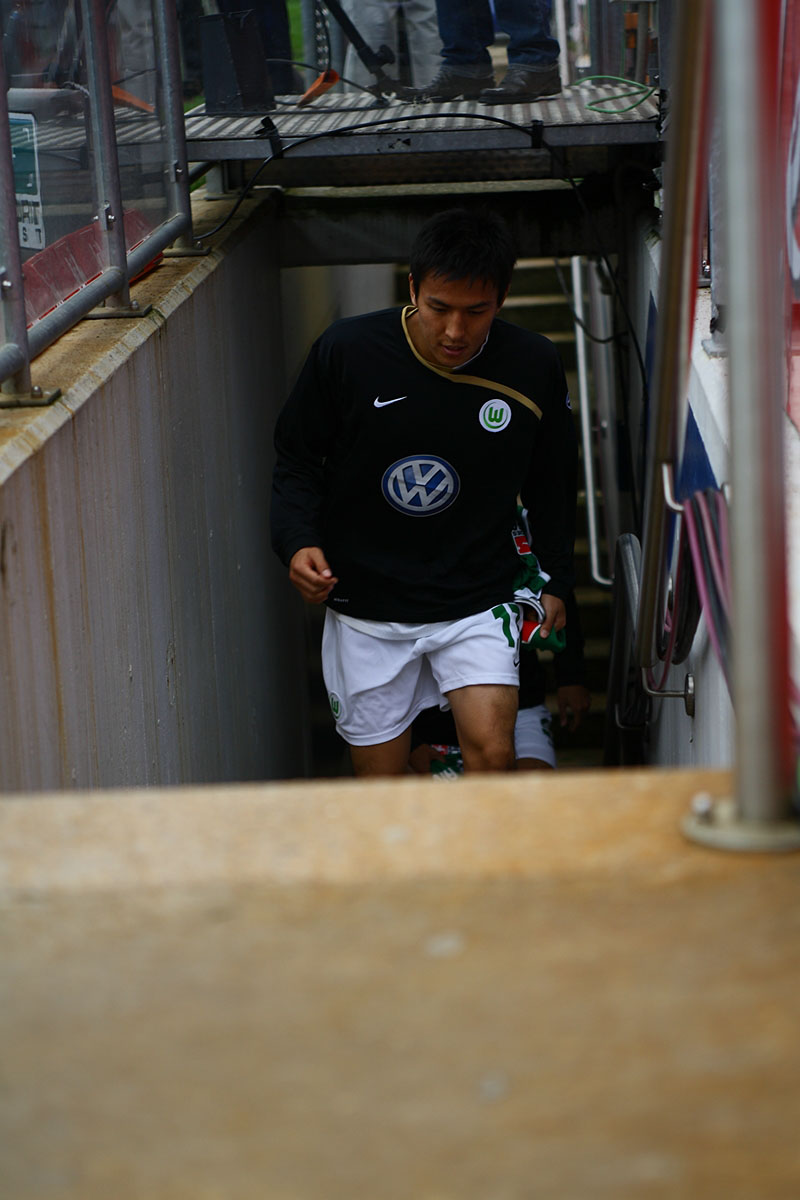
ヴォルフスブルクでの長谷部（2008年）

2008年1月1日、ドイツ・ブンデスリーガのVfLヴォルフスブルクに移籍。代理人は香川真司、内田篤人らと同じトーマス・クロート。2月、冬季中断明け初戦のビーレフェルト戦に後半開始から出場し、海外リーグでのデビューを移籍後早々に果たした。同年4月27日のアウェーでのレバークーゼン戦でブンデスリーガ初得点を記録。
移籍2シーズン目となる2008-09シーズンは前シーズンまでのボランチに加え、右サイドハーフ、右サイドバックでもプレー。2009年3月28日に行われた南アフリカワールドカップ・アジア最終予選バーレーン戦の試合中の故障により、優勝争いも佳境に迫ったリーグ終盤戦に一時離脱するアクシデントがあったものの、クラブのドイツ国内主要大会初優勝に貢献した。このシーズン途中に移籍してきた大久保嘉人とともに、奥寺康彦以来31年ぶりにブンデスリーガ優勝を経験した日本人となった。
9月16日、UEFAチャンピオンズリーグの開幕戦であるCSKAモスクワ戦に途中出場し、日本人選手として5人目のUEFAチャンピオンズリーグ出場を果たした。また、リーグ戦では9月18日の第6節シャルケ04戦でエディン・ジェコの決勝点をアシスト、9月26日の第7節ハノーファー96戦で今季初得点を決めるなどの活躍を見せ、2009-10シーズンはリーグ戦1得点6アシストを記録する。9月30日、CLグループリーグ第2節、アウェーでのマンチェスター・ユナイテッド戦ではスタメン出場し、後半11分に絶妙なクロスでジェコの先制点をアシストした。
2011年8月19日、ボルシアMG戦で2シーズンぶりとなるリーグ戦での得点を決めた。9月17日、第6節ホッフェンハイム戦では右サイドバックとして出場するも、1点ビハインドでの後半35分にGKのマルヴィン・ヒッツがレッドカードで退場。チームは既に交代枠を使い切っていたため、長谷部が急遽GKを務めることになった。馴れないポジションでありながら、正確なロングフィードを出したり、クロスボールにも飛び出してキャッチするなど奮闘するも、後半40分に失点し、チームは1-3で敗戦した。なお、日本人が欧州5大リーグでGKを務めるのはこれが初めてであった。2011-12シーズンは23試合に出場するも本職とは違うサイドバックでの起用がほとんどであった。
2012-13シーズンに入ると移籍志願で揉めた事で開幕から8試合連続ベンチ外という苦しい状況が続いたが、成績不振により監督のフェリックス・マガトが解任された直後の第9節デュッセルドルフ戦でリーグ戦初出場を果たすと、アシストを決めるなどチームの開幕戦以来の勝利に貢献した。その後は本職ではないが右サイドハーフとしてスタメンの座は守った。

### ニュルンベルク
2013-14シーズン開幕後、再び本職であるボランチでの出場を希望し自ら移籍を志願。2013年9月2日、1.FCニュルンベルクへの移籍が発表された。契約期間は3年間。ニュルンベルクはそれまで勝利がなく、長谷部にかかる期待は大きかったが以降もチーム状況は上向かず、結局ブンデスリーガ史上初の前半戦未勝利に終わった。1月の合宿で右ひざの半月板を損傷し離脱すると、2月にはチーム練習に合流するも再び同箇所を痛め帰国。2月28日に再手術を行ったことがクラブより発表された。5月11日の最終節で復帰を果たしたが、チームは不振から脱せず2部降格となった。

### フランクフルト

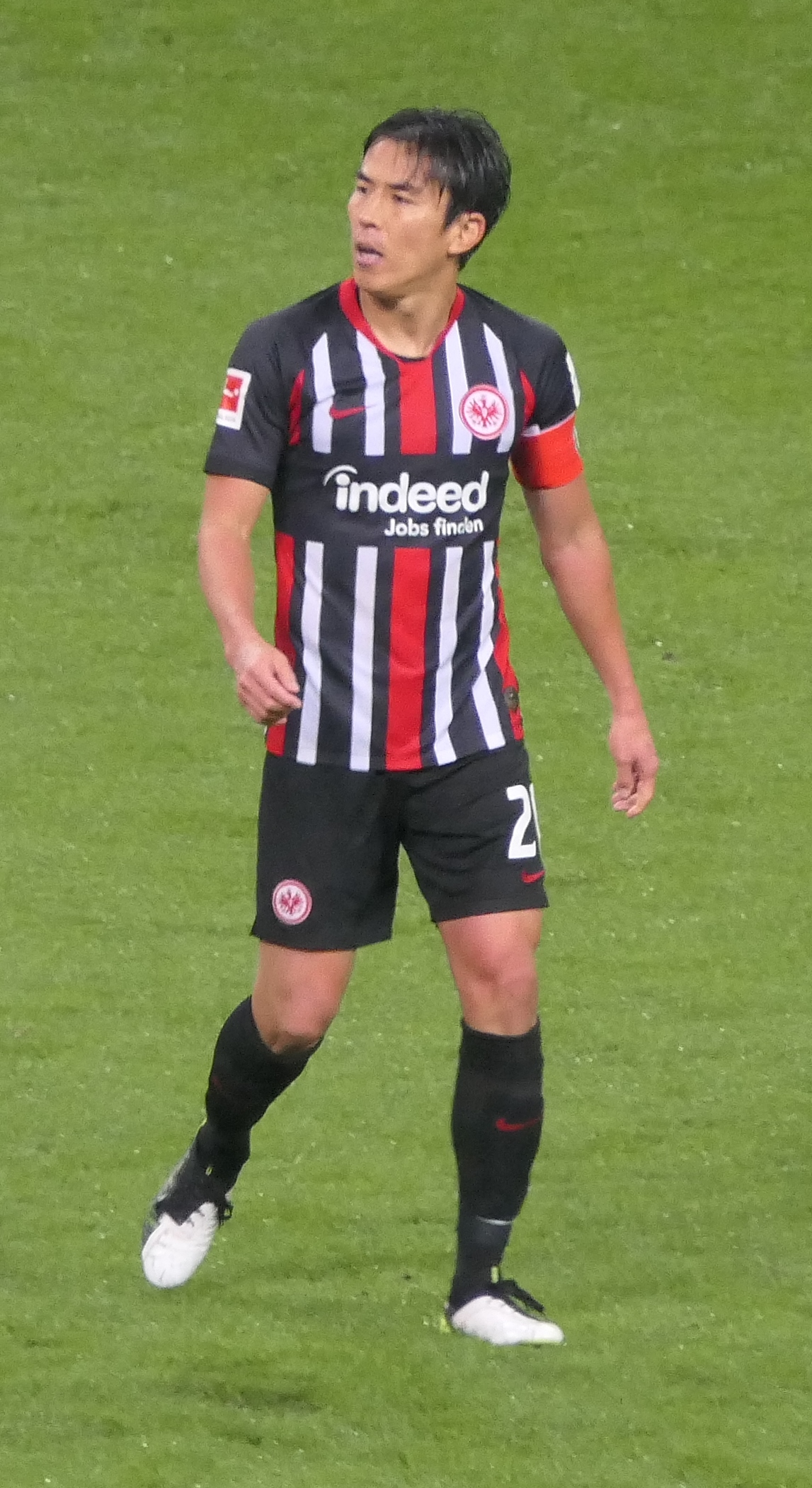
アイントラハト・フランクフルト時代（2019年）

2014年6月2日、アイントラハト・フランクフルトと2年契約を締結。2014-15シーズンは、開幕からシーズン通してボランチを務め、出場停止の1試合を除くチーム最多、自身としてもブンデスリーガ移籍後では最多となるリーグ戦33試合に出場し、チームを支え続けた。
2015-16シーズン、開幕前にトーマス・シャーフが辞任しアルミン・フェーが新監督に就任すると右サイドバックとしてプレーする機会が増加しチームも低迷。2016年1月30日のブンデスリーガ・第19節アウクスブルク戦に出場し、奥寺康彦に続く日本人2人目となるブンデスリーガ通算200試合出場を達成。2016年3月にフェーが解任されニコ・コバチが監督の座につくと再びボランチに固定され、4月30日の第32節・ダルムシュタット戦では1091日ぶりに得点をきめるなど自身も復調を見せた。チームは16位でリーグ戦を終え、古巣ニュルンベルクとの入れ替え戦に勝利し、残留を決めた。入れ替え戦2試合にフル出場したが、古巣ニュルンベルクが相手だったため、「2年前このチームが降格したときに関わっていた一選手として、心の底から本当に喜ぶという感覚が沸いてこない」と複雑な気持ちを明かしている。
2016-17シーズン、2016年10月28日のブンデスリーガ第9節ボルシアMG戦では3バックの中央で先発して3試合連続の無失点に抑えて以降、リベロとしての起用が増加。12月20日、フランクフルトとの契約を2018年まで延長したことを発表した。2017年1月27日、第18節のシャルケ戦では今季初アシストを記録。2月5日、第19節のダルムシュタット戦で今季初得点を決めた。3月5日、第25節のフライブルク戦では奥寺康彦が保持していたブンデスリーガにおいて日本人最多出場記録を更新した。3月11日に行われた第24節のバイエルン・ミュンヘン戦でクリアの際にポストに激突し、左脛を6針縫合するケガを負い、さらにその後に右膝の負傷も発覚し、手術を行った。この怪我の影響で以降の試合全てを欠場した。
2017-18シーズン、前シーズンの怪我や手術の影響もあり約5ヶ月間公式戦の出場は無かったが、2017年8月12日に行われたDFBポカール1回戦・エルンテブリュック戦で復帰を果たした。2018年1月27日、第20節のボルシアMG戦でフランクフルトにおいて出場した試合数が100試合に到達した。4月21日におこなわれた第31節のヘルタ・ベルリン戦において、57分に相手にPKを献上し先制を許した後、80分にダヴィー・ゼルケの顔面への肘打ちで一発退場となり、24日にドイツサッカー連盟から「相手選手に対する悪質な反スポーツ行為」として4試合の出場停止処分（うち最後の1試合は執行猶予処分）を科された。この処分により、長谷部は3試合を残してリーグ戦全日程を終えることとなった。5月19日、DFBポカール決勝のバイエルン・ミュンヘン戦では先発出場し、3-1で勝利に貢献して優勝カップを手にした。ドイツ移籍後では、ヴォルフスブルク時代のリーグ優勝以来のタイトル獲得となった。
2018-19シーズン、2018年9月24日に行われた第4節のRBライプツィヒ戦で、3バックの中央（リベロ）で今シーズン初出場を果たす。その後もリベロとしてフル出場を重ね、前半戦のリーグベストイレブンとベストCBに選出された。クラブは国内リーグで上位をキープしていたが、終盤に失速し7位で終える。出場したUEFAヨーロッパリーグ（EL）では、下馬評を覆して躍進し準決勝まで進出した。今シーズンのリーグ公式ベストイレブン候補にノミネートされたが選出とはならなかったが、ドイツのサッカー専門誌『kicker』で今シーズンのベストイレブンに選出された。また、UEFA公式からはELベスト4進出の貢献度を評価され、EL優秀選手にも選出された。
2020-21シーズン、2020年5月23日にフランクフルトは長谷部との契約を1年延長したことを発表。引退後はクラブのアドバイザーを務めることも明らかになった。6月6日、第30節の1.FSVマインツ05戦でブンデスリーガにおいてアジア人で史上最多となる309試合出場を果たした。これまでこの記録を保持していた車範根は、長谷部について「高い名声を手にし、若い選手たちの手本で、根気、リーダーシップで記録を作った。記録達成を心から祝いたい」と賞賛した。
2021-22シーズン、2022年2月18日にフランクフルトと2027年までの新契約を締結した。ヨーロッパリーグ決勝レンジャーズ戦では、後半13分から途中出場、セバスティアン・ローデ交代後はキャプテンマークも巻いて好プレーを見せて優勝に貢献。チームは42年ぶりの同タイトル優勝を果たした。

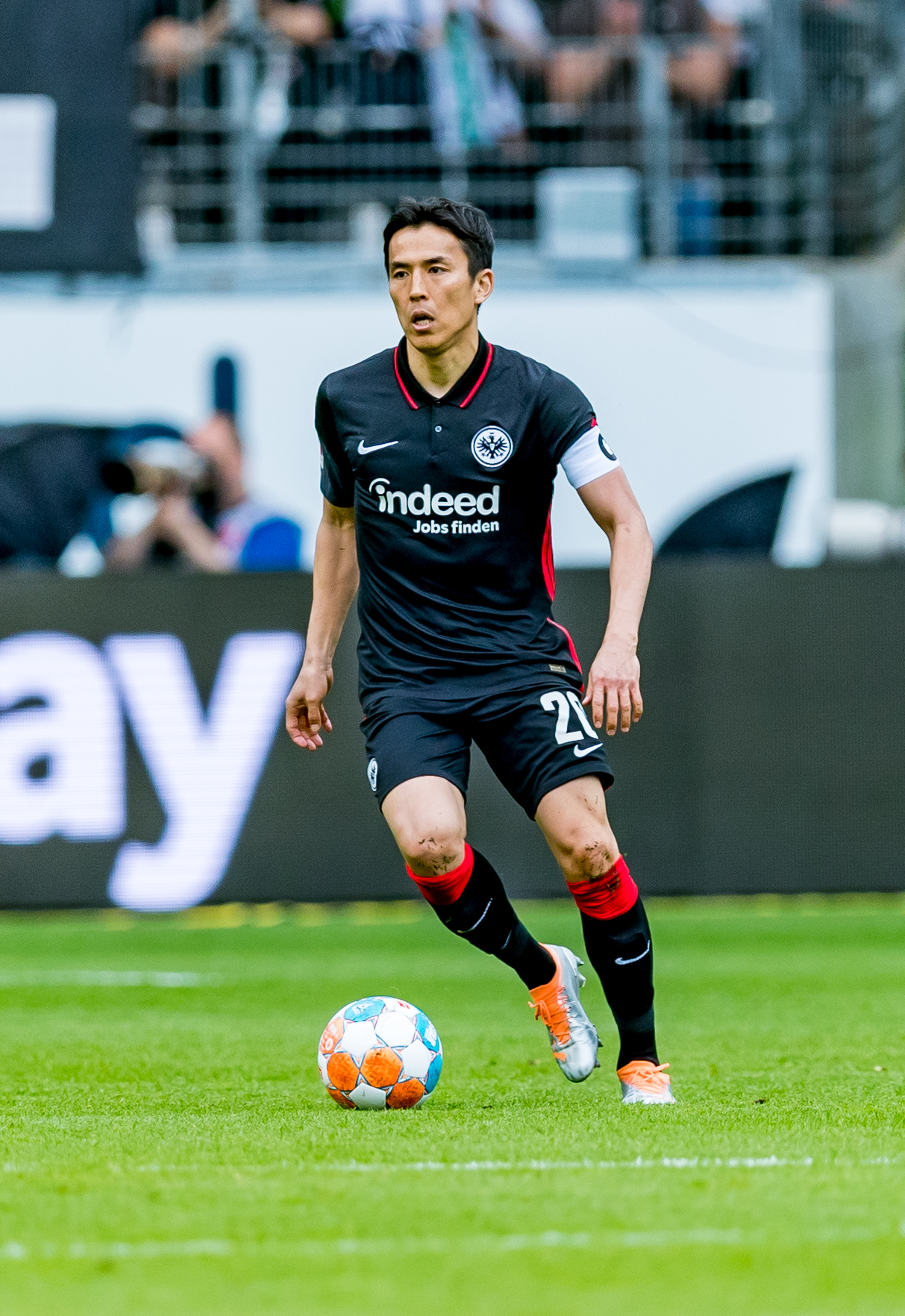
チーム最年長38歳でのプレー（2022年）。翌年リーグ歴代最年長出場ランキング入り

2022-23シーズン、チャンピオンズリーグのグループリーグ第2節、マルセイユ戦で先発し、約13期振りとなる同大会出場を果たし、次節のトッテナム戦では、イングランド代表のエースでキャプテンのハリー・ケインを完全に押さえ、賞賛された。1月28日、第17節バイエルン戦でフル出場した。これにより、フィールドプレーヤーのリーグ歴代最年長出場ランキングでトップ10入りを果たした。3月21日、東京都内で会見を開き、フランクフルトとの契約を1年延長したことを発表した。DFBポカール準決勝のシュトゥットガルト戦で鎌田大地の得点をアシストして決勝進出を決めたが、この39歳と105日でのアシストはポカールにおいての最年長アシスト記録となった。
2023-24シーズン、開幕戦のダルムシュタット戦で途中出場を果たし、クラブでの最年長出場記録を更新（39歳214日での出場）した。10月8日に行われたブンデスリーガ第7節、1.FCハイデンハイム戦に途中出場し、フランクフルトでのブンデスリーガ出場229試合目となり、これでオカ・ニコロフ氏に並ぶ外国人選手の出場数でクラブ史上最多タイを記録した。2024年4月17日に今季限りでの現役引退を発表した。ドイツ1部通算384試合の出場、外国人の選手としてはロベルト・レヴァンドフスキ（ポーランド）と並んで歴代2位タイに浮上。同1位のクラウディオ・ピサーロ（490試合）には届かなかったが、アジア人選手としては歴代1位の出場記録を残した。

## 代表経歴

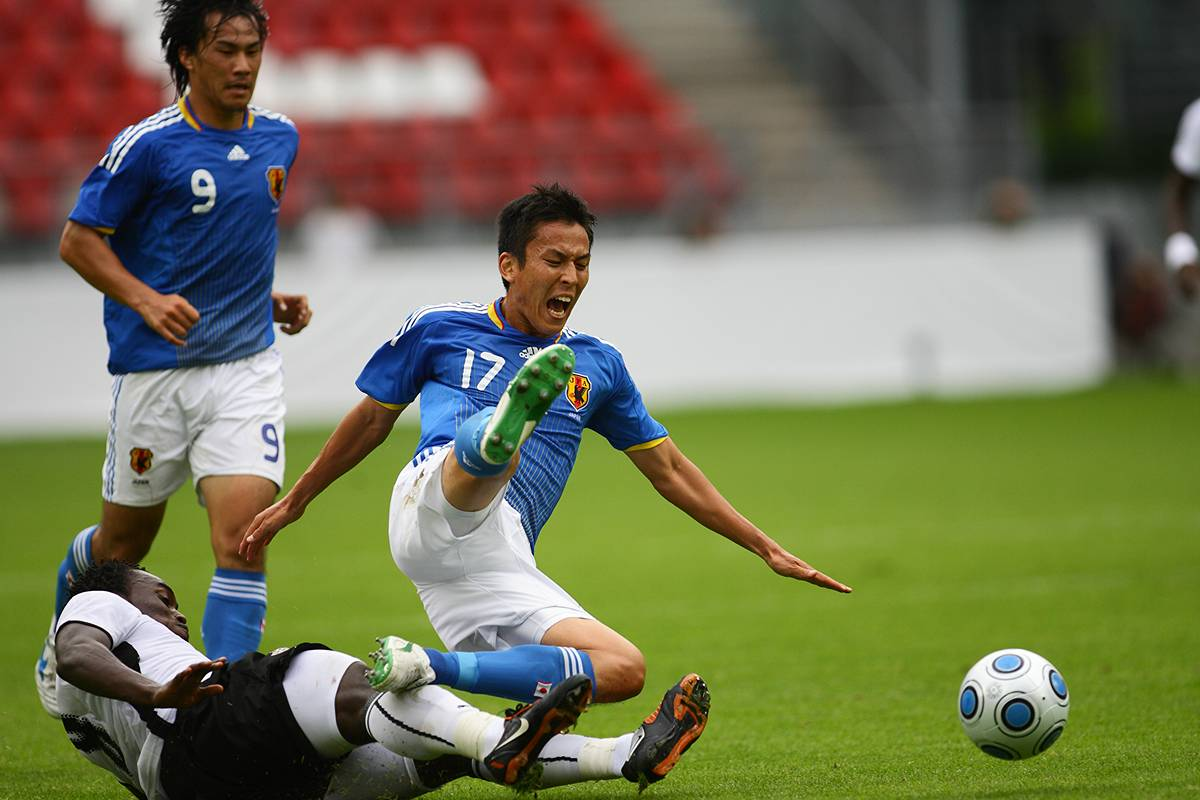
日本代表でのプレー（2009年)

2006年1月の代表合宿、2月のアメリカ遠征の際にサッカー日本代表に初選出された。2月11日、親善試合のアメリカ戦では後半途中から出場し、持ち味であるドリブル突破や試合終了間際に見せたスルーパスなど、デビュー戦ながら存在感を示した。2月22日のアジアカップ予選のインド戦に先発し、後半13分に代表初得点を決めたかと思われたが、審判団の協議の結果、長谷部のシュートが巻誠一郎に当たって入っており巻の得点となった。2006年のドイツワールドカップのメンバーには選ばれなかった。イビチャ・オシムが日本代表監督に就任すると、再び代表に選出されたが、2007年以降は代表から漏れることが多くなった。2008年5月15日、岡田武史の監督就任後初めて日本代表に選出。キリンチャレンジカップ第1戦（対コートジボワール）に出場し、前半、右サイドを駆け上がっての絶妙なセンタリングで、同じく代表に復帰した玉田圭司のゴールをアシスト。1-0の勝利に大きく貢献した。以後の代表戦において、遠藤保仁とのダブルボランチを形成しレギュラーに定着する。2009年6月6日、ワールドカップ出場権獲得に王手をかけた南アフリカワールドカップ・アジア最終予選アウェーでのウズベキスタン戦にスタメン出場。この試合に1対0で勝利し、4大会連続4度目のW杯出場を決めた。11月18日、アジアカップ最終予選の香港戦で代表初得点を挙げた。2010年5月10日、南アフリカで開催された2010 FIFAワールドカップの日本代表メンバーに選出。岡田から長らくキャプテンを務めていた中澤佑二に代わるゲームキャプテンに指名され（チームキャプテンは川口能活）、W杯ではグループリーグ3試合と、決勝トーナメント1回戦にキャプテンとして先発出場し、日本代表のベスト16入りに貢献した。
10月8日、国際親善試合のアルゼンチン戦では、岡崎慎司の決勝点の起点となる強烈なミドルシュートを放つなど活躍し、日本代表の歴史的勝利に貢献した。
南アフリカW杯後に日本代表監督に就任したアルベルト・ザッケローニからも引き続きキャプテンを任され、2011年1月にカタールで開催されたアジアカップでは、全6試合にほぼフル出場し、日本代表の2大会ぶりの優勝に貢献。グループリーグのシリア戦では先制点を挙げた。
2014年6月に開催された2014 FIFAワールドカップ前には、同年2月に手術した右膝の炎症が再発し直前の親善試合ではキプロス戦以外は全て欠場。本大会では全試合スタメンで出場したが、チームはグループリーグ敗退となった。
2016年9月1日に行われた2018 FIFAワールドカップ・アジア3次予選のUAE戦で、日本代表史上6人目となる通算100試合出場を達成。
2017年3月に負った怪我や手術の影響で代表の試合にしばらく出場出来なかったが、W杯出場の懸かった8月31日のアジア最終予選・オーストラリア戦で代表復帰。キャプテンとしてフル出場を果たし、2大会連続キャプテンとしてW杯出場に貢献した。
2018年6月、ロシアワールドカップのメンバーに選出され、W杯3大会連続出場を果たす。ダブルボランチの一角として全試合に出場し、キャプテンとしてGL突破に貢献。しかし、チームは決勝トーナメント1回戦で敗れてベスト16止まりに終わり、自身のインスタグラムにてこの大会限りでの代表引退を表明した。

## 引退後
2024年5月24日に都内で引退会見を行なった。すでにドイツでB+級ライセンスを取得しており、今後は数か月間の休養を経て「フランクフルトで指導者の道へ進む」と会見で明言した。
同年9月からフランクフルトII（U-21）のアシスタントコーチに就任。さらに、同じく9月からの2026 FIFAワールドカップ・アジア最終予選より、サッカー日本代表のコーチングスタッフに就任した。フランクフルトのコーチ職は兼任する。

## プレースタイル
センターハーフを本職としつつサイドでの起用にも対応する高い戦術理解力と抜群の安定感を兼ね備える。
浦和時代は繊細なボールタッチを持ち味とする司令塔として活躍したが、ヴォルフスブルク移籍後は中盤の攻撃的な位置や守備的な位置に加え、右サイドバックやセンターバックに入ることもできるユーティリティプレイヤーに進化。持ち前のテクニックに加え、欧州仕様のフィジカルと対人プレーの強さを体得し、守備でも危険察知能力、カバーリングが成長した。またファールの少ないフェアプレー精神の持ち主であり、2019-20シーズンの出場時間に対するファールの割合は353分に1ファールと2位以下に大きく差をつけブンデスリーガ1位を記録した。
ヴォルフスブルク時代に重用されたフェリックス・マガト監督からは優れたテクニックと共に語学学習能力の高さやコミュニケーション能力の高さを評価されている。
フランクフルト時代に長谷部を指導したニコ・コバチは「3バックの中心としても、ボランチとしても常に我々の助けとなってくれる存在だ。誠はどこで起用されても、決して不平不満を口にすることなく、常に力を出しつくす、なんでもできる、疲れ知らずの選手なんだ。ぜひ強調しておきたいのだが、彼はまさに『ソルジャー』というタイプの選手だよ」と評価している。

## エピソード
- ゴールを決めたときに天に向かって人差し指を突き上げるゴールパフォーマンスをする[65]。これはプロ1年目のときに亡くなった祖父を想ってのことである[65]。祖父は長谷部が大学進学かプロ入りかを迷っていたとき、周囲がプロ入りに反対する中でも「男なら挑戦してみろ」と背中を押してくれたという[65]。
- 浦和レッズから入団の誘いがあるまでは、青山学院大学への進学を予定していた[66]。
- Mr.Childrenの大ファンで[67]、ブログにて好きな曲ベスト10を発表している[67] ほか、長谷部を特集した2011年（平成23年）7月10日放送のテレビ番組『ソロモン流』の中で桜井和寿との対談が実現している。また、2012年（平成24年）4月から自身が出演するキリンビバレッジ 『大人のキリンレモン』のCMには、本人が大好きな楽曲であるという縁から、「youthful days」がCMソングとして起用された[68]。
- 出身地である藤枝市は、2010 FIFAワールドカップ南アフリカ大会での長谷部の活躍を受け、同2010年（平成22年）の7月12日、世界大会や全国規模のスポーツ大会における顕著な功績に対して、藤枝市スポーツ栄誉顕彰を授与[69][70]。
- 2011年（平成23年）3月17日、長谷部は自己啓発書『心を整える。 勝利をたぐり寄せるための56の習慣』を幻冬舎より出版したが、同月11日には東日本大震災が発生しており、係る激甚災害の被災者を支援するため、長谷部は同書から得られる印税の全額を日本ユニセフに寄付することを決めた[71][72]。同書は9月までに100万部を売り上げ、スポーツ選手の著書としては初のミリオンセラーとなった[73]。2013年3月のビルト紙によると、売上は140万部を超えており、寄付額も180万ユーロに達している[74]。
- 真面目な性格として知られ、日本代表では時にその生真面目さを茶化されることもある[75]。
- 2016年（平成28年）7月9日、佐藤ありさ（タレント、ファッションモデル）との結婚を発表した[76]。また、ほぼ1年後の2017年（平成29年）7月21日には、自身のInstagramにて第一子の誕生を発表している[77]。 2021年に第2子男児を誕生した。
- 2017年（平成29年）春、小中学生を対象としたサッカースクールである「MAKOTO HASEBE SPORTS CLUB（マコト・ハセベ・スポーツクラブ）」を、故郷・藤枝市と、同じ静岡県の浜松市の、2箇所で開校した[78][79]。
- 2022年時点で、指導者のB級ライセンスをほぼ取得した[80]。
- ドイツでのニックネームは、名字に由来するが、偶然ドイツ語でウサギの意味でもある"Hase"[81]。

## 所属クラブ
ユース経歴
- ランカーFC
- 1990年 - 1995年 青島東サッカースポーツ少年団[7]（藤枝市立青島東小学校）
- 1996年 - 1998年 藤枝市立青島中学校
- 1999年 - 2001年 藤枝東高校

プロ経歴
- 2002年 - 2007年 浦和レッズ
- 2008年 - 2013年 ヴォルフスブルク
- 2013年 - 2014年 ニュルンベルク
- 2014年 - 2024年 フランクフルト

## 個人成績
| 国内大会個人成績 | 国内大会個人成績 | 国内大会個人成績 | 国内大会個人成績 | 国内大会個人成績 | 国内大会個人成績 | 国内大会個人成績 | 国内大会個人成績 | 国内大会個人成績 | 国内大会個人成績 | 国内大会個人成績 | 国内大会個人成績 |
| 年度             | クラブ           | 背番号           | リーグ           | リーグ戦         | リーグ戦         | リーグ杯         | リーグ杯         | オープン杯       | オープン杯       | 期間通算         | 期間通算         |
| 年度             | クラブ           | 背番号           | リーグ           | 出場             | 得点             | 出場             | 得点             | 出場             | 得点             | 出場             | 得点             |
| 日本             | 日本             | 日本             | 日本             | リーグ戦         | リーグ戦         | リーグ杯         | リーグ杯         | 天皇杯           | 天皇杯           | 期間通算         | 期間通算         |
| ---------------- | ---------------- | ---------------- | ---------------- | ---------------- | ---------------- | ---------------- | ---------------- | ---------------- | ---------------- | ---------------- | ---------------- |
| 2002             | 浦和             | 32               | J1               | 0                | 0                | 1                | 0                | 0                | 0                | 1                | 0                |
| 2003             | 浦和             | 17               | J1               | 28               | 2                | 9                | 1                | 1                | 1                | 38               | 4                |
| 2004             | 浦和             | 17               | J1               | 27               | 5                | 8                | 2                | 4                | 2                | 39               | 9                |
| 2005             | 浦和             | 17               | J1               | 31               | 2                | 9                | 2                | 5                | 2                | 45               | 6                |
| 2006             | 浦和             | 17               | J1               | 32               | 2                | 6                | 0                | 4                | 1                | 42               | 3                |
| 2007             | 浦和             | 17               | J1               | 31               | 1                | 2                | 0                | 1                | 0                | 34               | 1                |
| ドイツ           | ドイツ           | ドイツ           | ドイツ           | リーグ戦         | リーグ戦         | リーグ杯         | リーグ杯         | DFBポカール      | DFBポカール      | 期間通算         | 期間通算         |
| 2007-08          | ヴォルフスブルク | 13               | ブンデス1部      | 16               | 1                | -                | -                | 1                | 0                | 17               | 1                |
| 2008-09          | ヴォルフスブルク | 13               | ブンデス1部      | 25               | 0                | -                | -                | 2                | 0                | 27               | 0                |
| 2009-10          | ヴォルフスブルク | 13               | ブンデス1部      | 24               | 1                | -                | -                | 1                | 0                | 25               | 1                |
| 2010-11          | ヴォルフスブルク | 13               | ブンデス1部      | 23               | 0                | -                | -                | 1                | 0                | 24               | 0                |
| 2011-12          | ヴォルフスブルク | 13               | ブンデス1部      | 23               | 1                | -                | -                | 1                | 0                | 24               | 1                |
| 2012-13          | ヴォルフスブルク | 13               | ブンデス1部      | 23               | 2                | -                | -                | 4                | 0                | 27               | 2                |
| 2013-14          | ヴォルフスブルク | 13               | ブンデス1部      | 1                | 0                | -                | -                | 0                | 0                | 1                | 0                |
| 2013-14          | ニュルンベルク   | 15               | ブンデス1部      | 14               | 0                | -                | -                | 0                | 0                | 14               | 0                |
| 2014-15          | フランクフルト   | 20               | ブンデス1部      | 33               | 0                | -                | -                | 2                | 0                | 35               | 0                |
| 2015-16          | フランクフルト   | 20               | ブンデス1部      | 32               | 1                | -                | -                | 2                | 0                | 34               | 1                |
| 2016-17          | フランクフルト   | 20               | ブンデス1部      | 22               | 1                | -                | -                | 3                | 0                | 25               | 1                |
| 2017-18          | フランクフルト   | 20               | ブンデス1部      | 24               | 0                | -                | -                | 5                | 0                | 29               | 0                |
| 2018-19          | フランクフルト   | 20               | ブンデス1部      | 28               | 0                | -                | -                | 1                | 0                | 29               | 0                |
| 2019-20          | フランクフルト   | 20               | ブンデス1部      | 23               | 0                | -                | -                | 3                | 0                | 26               | 0                |
| 2020-21          | フランクフルト   | 20               | ブンデス1部      | 29               | 0                | -                | -                | 0                | 0                | 29               | 0                |
| 2021-22          | フランクフルト   | 20               | ブンデス1部      | 18               | 0                | -                | -                | 1                | 0                | 19               | 0                |
| 2022-23          | フランクフルト   | 20               | ブンデス1部      | 18               | 0                | -                | -                | 5                | 0                | 23               | 0                |
| 2023-24          | フランクフルト   | 20               | ブンデス1部      | 8                | 0                | -                | -                | 3                | 0                | 11               | 0                |
| 通算             | 日本             | 日本             | J1               | 149              | 12               | 35               | 5                | 15               | 6                | 199              | 23               |
| 通算             | ドイツ           | ドイツ           | ブンデス1部      | 384              | 7                | -                | -                | 35               | 0                | 419              | 7                |
| 総通算           | 総通算           | 総通算           | 総通算           | 533              | 19               | 35               | 5                | 50               | 6                | 618              | 30               |

その他の公式戦
- 2004年
  - Jリーグチャンピオンシップ 2試合0得点
- 2006年
  - FUJI XEROX SUPER CUP 1試合0得点
- 2016年
  - ブンデスリーガ 残留・昇格プレーオフ 2試合0得点
- 2018年
  - DFLスーパーカップ 1試合0得点

| 国際大会個人成績 | 国際大会個人成績 | 国際大会個人成績 | 国際大会個人成績 | 国際大会個人成績 | 国際大会個人成績 | 国際大会個人成績 |
| 年度             | クラブ           | 背番号           | 出場             | 得点             | 出場             | 得点             |
| AFC              | AFC              | AFC              | ACL              | ACL              | クラブW杯        | クラブW杯        |
| ---------------- | ---------------- | ---------------- | ---------------- | ---------------- | ---------------- | ---------------- |
| 2007             | 浦和             | 17               | 11               | 2                | 3                | 0                |
| UEFA             | UEFA             | UEFA             | UEFA EL          | UEFA EL          | UEFA CL          | UEFA CL          |
| 2008-09          | ヴォルフスブルク | 13               | 6                | 1                | -                | -                |
| 2009-10          | ヴォルフスブルク | 13               | 2                | 0                | 6                | 0                |
| 2018-19          | フランクフルト   | 20               | 14               | 0                | -                | -                |
| 2019-20          | フランクフルト   | 20               | 8                | 0                | -                | -                |
| 2021-22          | フランクフルト   | 20               | 7                | 0                | -                | -                |
| 2022-23          | フランクフルト   | 20               | -                | -                | 4                | 0                |
| 通算             | AFC              | AFC              | 11               | 2                | 3                | 0                |
| 通算             | UEFA             | UEFA             | 37               | 1                | 10               | 0                |

その他の国際公式戦
- 2007年
  - A3チャンピオンズカップ 3試合1得点
- 2019年
  - UEFAヨーロッパリーグ予選 5試合0得点
- 公式戦初出場：2002年5月12日 ナビスコカップ vs名古屋グランパス (駒場スタジアム)
- 公式戦初得点：2003年7月2日 ナビスコカップ vs東京ヴェルディ1969 (味の素スタジアム)

## タイトル

### クラブ
浦和レッズ
- J1リーグ：2006
- J1リーグ 2ndステージ：2004
- Jリーグカップ：2003
- 天皇杯全日本サッカー選手権大会：2005, 2006
- FUJI XEROX SUPER CUP：2006
- AFCチャンピオンズリーグ：2007

ヴォルフスブルク
- ブンデスリーガ：2008-09

フランクフルト
- DFBポカール：2017-18
- UEFAヨーロッパリーグ：2021-22

### 代表
日本代表
- AFCアジアカップ：2011

### 個人
- Jリーグベストイレブン：2004
- Jリーグ優秀選手賞：2004, 2005, 2006, 2007
- Jリーグカップ ニューヒーロー賞：2004
- キッカー誌選出「ブンデスリーガ年間ベストイレブン」: 2018-19
- キッカー誌選出「ブンデスリーガ前半戦ベストイレブン」: 2018
- キッカー誌選出「ブンデスリーガ前半戦ベストCB」: 2018
- VDV ブンデスリーガベストイレブン：2019
- UEFAヨーロッパリーグ 優秀選手：2018-19
- アジア国際最優秀選手賞：2018
- 外務大臣表彰：2021
- 藤枝市民栄誉賞：2018
- 藤枝市スポーツ栄誉顕彰：2010
- HEROs AWARD：2018

## 代表歴

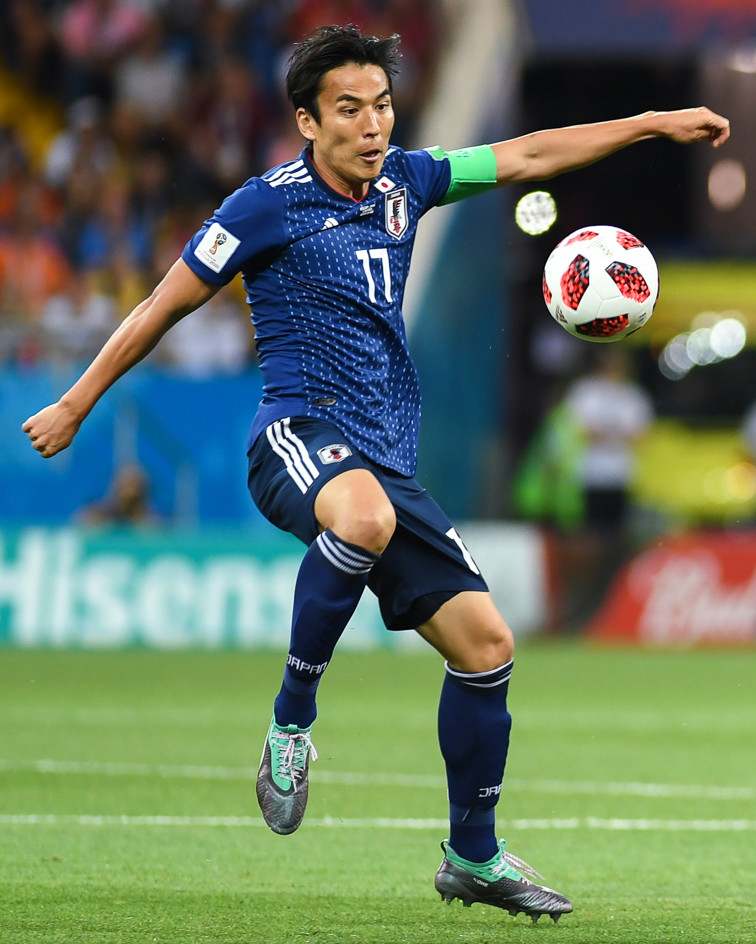
2018 FIFAワールドカップ・決勝トーナメント1回戦・ベルギー戦でキャプテンとしてプレーする長谷部

- フル代表初出場：2006年2月11日 親善試合 vsアメリカ (アメリカ・サンフランシスコ/SBCパーク)[2]
- フル代表初得点：2009年11月18日 AFCアジアカップ2011 (予選) vs香港 (香港/香港スタジアム)[2]

### 出場大会
- U-19日本代表
  - 2002年 ノキア・デビテル杯
- U-20日本代表
  - 2003年 トゥーロン国際大会
- 日本代表
  - 2010年 2010 FIFAワールドカップ
  - 2011年 AFCアジアカップ2011
  - 2013年 FIFAコンフェデレーションズカップ2013
  - 2014年 2014 FIFAワールドカップ
  - 2015年 AFCアジアカップ2015
  - 2016年 キリンカップサッカー2016
  - 2018年 2018 FIFAワールドカップ

### 試合数
- 国際Aマッチ 114試合 2得点 (2006年 - 2018年)

| 日本代表 | 国際Aマッチ | 国際Aマッチ |
| 年       | 出場        | 得点        |
| -------- | ----------- | ----------- |
| 2006     | 6           | 0           |
| 2007     | 0           | 0           |
| 2008     | 10          | 0           |
| 2009     | 11          | 1           |
| 2010     | 10          | 0           |
| 2011     | 15          | 1           |
| 2012     | 11          | 0           |
| 2013     | 14          | 0           |
| 2014     | 6           | 0           |
| 2015     | 12          | 0           |
| 2016     | 9           | 0           |
| 2017     | 2           | 0           |
| 2018     | 8           | 0           |
| 通算     | 114         | 2           |

### 出場
| No.  | 開催日         | 開催都市             | スタジアム                                     | 対戦相手                 | 結果        | 監督                       | 大会                                   |
| ---- | -------------- | -------------------- | ---------------------------------------------- | ------------------------ | ----------- | -------------------------- | -------------------------------------- |
| 1.   | 2006年02月10日 | サンフランシスコ     | AT＆Tパーク                                    | アメリカ合衆国           | ●2-3        | ジーコ                     | 国際親善試合                           |
| 2.   | 2006年02月22日 | 神奈川県             | 横浜国際総合競技場                             | インド                   | ○6-0        | ジーコ                     | AFCアジアカップ2007・最終予選          |
| 3.   | 2006年05月09日 | 大阪府               | 長居陸上競技場                                 | ブルガリア               | ●1-2        | ジーコ                     | キリンカップサッカー2006               |
| 4.   | 2006年08月09日 | 東京都               | 国立霞ヶ丘競技場陸上競技場                     | ブラジル                 | ○2-0        | イビチャ・オシム           | キリンチャレンジカップ2006             |
| 5.   | 2006年10月04日 | 神奈川県             | 横浜国際総合競技場                             | ガーナ                   | ●0-1        | イビチャ・オシム           | キリンチャレンジカップ2006             |
| 6.   | 2006年10月11日 | バンガロール         | バンガロール・スタジアム                       | インド                   | ○3-0        | イビチャ・オシム           | AFCアジアカップ2007・最終予選          |
| 7.   | 2008年05月24日 | 愛知県               | 豊田スタジアム                                 | コートジボワール         | ○1-0        | 岡田武史                   | キリンカップサッカー2008               |
| 8.   | 2008年05月27日 | 埼玉県               | 埼玉スタジアム2002                             | パラグアイ               | △0-0        | 岡田武史                   | キリンカップサッカー2008               |
| 9.   | 2008年06月02日 | 神奈川県             | 横浜国際総合競技場                             | オマーン                 | ○3-0        | 岡田武史                   | 2010 FIFAワールドカップ・アジア3次予選 |
| 10.  | 2008年06月07日 | マスカット           | ロイヤル・オマーン・ポリス・スタジアム         | オマーン                 | △1-1        | 岡田武史                   | 2010 FIFAワールドカップ・アジア3次予選 |
| 11.  | 2008年06月14日 | バンコク             | ラジャマンガラ競技場                           | タイ                     | ○3-0        | 岡田武史                   | 2010 FIFAワールドカップ・アジア3次予選 |
| 12.  | 2008年08月20日 | 北海道               | 札幌ドーム                                     | ウルグアイ               | ●1-3        | 岡田武史                   | キリンチャレンジカップ2008             |
| 13.  | 2008年09月06日 | リファー             | バーレーン・ナショナル・スタジアム             | バーレーン               | ○3-2        | 岡田武史                   | 2010 FIFAワールドカップ・アジア4次予選 |
| 14.  | 2008年10月09日 | 新潟県               | 新潟スタジアム                                 | アラブ首長国連邦         | △1-1        | 岡田武史                   | キリンチャレンジカップ2008             |
| 15.  | 2008年10月15日 | 埼玉県               | 埼玉スタジアム2002                             | ウズベキスタン           | △1-1        | 岡田武史                   | 2010 FIFAワールドカップ・アジア4次予選 |
| 16.  | 2008年11月19日 | ドーハ               | ジャシム・ビン・ハマド・スタジアム             | カタール                 | ○3-0        | 岡田武史                   | 2010 FIFAワールドカップ・アジア4次予選 |
| 17.  | 2009年02月11日 | 神奈川県             | 横浜国際総合競技場                             | オーストラリア           | △0-0        | 岡田武史                   | 2010 FIFAワールドカップ・アジア4次予選 |
| 18.  | 2009年03月28日 | 埼玉県               | 埼玉スタジアム2002                             | バーレーン               | ○1-0        | 岡田武史                   | 2010 FIFAワールドカップ・アジア4次予選 |
| 19.  | 2009年05月27日 | 大阪府               | 長居陸上競技場                                 | チリ                     | ○4-0        | 岡田武史                   | キリンカップサッカー2009               |
| 20.  | 2009年05月31日 | 東京都               | 国立霞ヶ丘競技場陸上競技場                     | ベルギー                 | ○4-0        | 岡田武史                   | キリンカップサッカー2009               |
| 21.  | 2009年06月06日 | タシケント           | パフタコール・マルカジイ・スタジアム           | ウズベキスタン           | ○1-0        | 岡田武史                   | 2010 FIFAワールドカップ・アジア4次予選 |
| 22.  | 2009年09月05日 | エンスヘーデ         | デ・フロルーシュ・フェステ                     | オランダ                 | ●0-3        | 岡田武史                   | 国際親善試合                           |
| 23.  | 2009年09月09日 | ユトレヒト           | スタディオン・ハルヘンワールト                 | ガーナ                   | ○4-3        | 岡田武史                   | 国際親善試合                           |
| 24.  | 2009年10月08日 | 静岡県               | 静岡市清水日本平運動公園球技場                 | 香港                     | ○6-0        | 岡田武史                   | AFCアジアカップ2011・最終予選          |
| 25.  | 2009年10月14日 | 宮城県               | 宮城スタジアム                                 | トーゴ                   | ○5-0        | 岡田武史                   | キリンチャレンジカップ2009             |
| 26.  | 2009年11月14日 | ポート・エリザベス   | ネルソン・マンデラ・ベイ・スタジアム           | 南アフリカ共和国         | △0-0        | 岡田武史                   | 国際親善試合                           |
| 27.  | 2009年11月18日 | 香港                 | 香港スタジアム                                 | 香港                     | ○4-0        | 岡田武史                   | AFCアジアカップ2011・最終予選          |
| 28.  | 2010年03月03日 | 愛知県               | 豊田スタジアム                                 | バーレーン               | ○2-0        | 岡田武史                   | AFCアジアカップ2011・最終予選          |
| 29.  | 2010年05月24日 | 埼玉県               | 埼玉スタジアム2002                             | 韓国                     | ●0-2        | 岡田武史                   | キリンチャレンジカップ2010             |
| 30.  | 2010年05月30日 | グラーツ             | UPCアレーナ                                    | イングランド             | ●1-2        | 岡田武史                   | 国際親善試合                           |
| 31.  | 2010年06月04日 | シオン               | スタッド・ドゥ・トゥールビヨン                 | コートジボワール         | ●0-2        | 岡田武史                   | 国際親善試合                           |
| 32.  | 2010年06月14日 | ブルームフォンテーン | フリー・ステイト・スタジアム                   | カメルーン               | ○1-0        | 岡田武史                   | 2010 FIFAワールドカップ                |
| 33.  | 2010年06月19日 | ダーバン             | モーゼス・マヒダ・スタジアム                   | オランダ                 | ●0-1        | 岡田武史                   | 2010 FIFAワールドカップ                |
| 34.  | 2010年06月24日 | ルステンブルク       | ロイヤル・バフォケン・スタジアム               | デンマーク               | ○3-1        | 岡田武史                   | 2010 FIFAワールドカップ                |
| 35.  | 2010年06月29日 | プレトリア           | ロフタス・ヴァースフェルド・スタジアム         | パラグアイ               | △0-0(PK3-5) | 岡田武史                   | 2010 FIFAワールドカップ                |
| 36.  | 2010年10月08日 | 埼玉県               | 埼玉スタジアム2002                             | アルゼンチン             | ○1-0        | アルベルト・ザッケローニ   | キリンチャレンジカップ2010             |
| 37.  | 2010年10月12日 | ソウル               | ソウルワールドカップ競技場                     | 韓国                     | △0-0        | アルベルト・ザッケローニ   | 国際親善試合                           |
| 38.  | 2011年01月09日 | ドーハ               | カタールSCスタジアム                           | ヨルダン                 | △1-1        | アルベルト・ザッケローニ   | AFCアジアカップ2011                    |
| 39.  | 2011年01月13日 | ドーハ               | カタールSCスタジアム                           | シリア                   | ○2-1        | アルベルト・ザッケローニ   | AFCアジアカップ2011                    |
| 40.  | 2011年01月17日 | ライヤーン           | アフメド・ビン＝アリー・スタジアム             | サウジアラビア           | ○5-0        | アルベルト・ザッケローニ   | AFCアジアカップ2011                    |
| 41.  | 2011年01月21日 | ドーハ               | アル・ガラファ・スタジアム                     | カタール                 | ○3-2        | アルベルト・ザッケローニ   | AFCアジアカップ2011                    |
| 42.  | 2011年01月25日 | ドーハ               | アル・ガラファ・スタジアム                     | 韓国                     | △2-2(PK3-0) | アルベルト・ザッケローニ   | AFCアジアカップ2011                    |
| 43.  | 2011年01月29日 | ライヤーン           | ハリーファ国際スタジアム                       | オーストラリア           | ○1-0(延長)  | アルベルト・ザッケローニ   | AFCアジアカップ2011                    |
| 44.  | 2011年06月01日 | 新潟県               | 新潟スタジアム                                 | ペルー                   | △0-0        | アルベルト・ザッケローニ   | キリンカップサッカー2011               |
| 45.  | 2011年06月07日 | 神奈川県             | 横浜国際総合競技場                             | チェコ                   | △0-0        | アルベルト・ザッケローニ   | キリンカップサッカー2011               |
| 46.  | 2011年08月10日 | 北海道               | 札幌ドーム                                     | 韓国                     | ○3-0        | アルベルト・ザッケローニ   | キリンチャレンジカップ2011             |
| 47.  | 2011年09月02日 | 埼玉県               | 埼玉スタジアム2002                             | 北朝鮮                   | ○1-0        | アルベルト・ザッケローニ   | 2014 FIFAワールドカップ・アジア3次予選 |
| 48.  | 2011年09月06日 | タシケント           | パフタコール・マルカジイ・スタジアム           | ウズベキスタン           | △1-1        | アルベルト・ザッケローニ   | 2014 FIFAワールドカップ・アジア3次予選 |
| 49.  | 2011年10月07日 | 兵庫県               | 御崎公園球技場                                 | ベトナム                 | ○1-0        | アルベルト・ザッケローニ   | キリンチャレンジカップ2011             |
| 50.  | 2011年10月11日 | 大阪府               | 長居陸上競技場                                 | タジキスタン             | ○8-0        | アルベルト・ザッケローニ   | 2014 FIFAワールドカップ・アジア3次予選 |
| 51.  | 2011年11月11日 | ドゥシャンベ         | パミール・スタジアム                           | タジキスタン             | ○4-0        | アルベルト・ザッケローニ   | 2014 FIFAワールドカップ・アジア3次予選 |
| 52.  | 2011年11月15日 | 平壌                 | 金日成競技場                                   | 北朝鮮                   | ●0-1        | アルベルト・ザッケローニ   | 2014 FIFAワールドカップ・アジア3次予選 |
| 53.  | 2012年02月29日 | 愛知県               | 豊田スタジアム                                 | ウズベキスタン           | ●0-1        | アルベルト・ザッケローニ   | 2014 FIFAワールドカップ・アジア3次予選 |
| 54.  | 2012年05月23日 | 静岡県               | 静岡県小笠山総合運動公園スタジアム             | アゼルバイジャン         | ○2-0        | アルベルト・ザッケローニ   | キリンチャレンジカップ2012             |
| 55.  | 2012年06月03日 | 埼玉県               | 埼玉スタジアム2002                             | オマーン                 | ○3-0        | アルベルト・ザッケローニ   | 2014 FIFAワールドカップ・アジア4次予選 |
| 56.  | 2012年06月08日 | 埼玉県               | 埼玉スタジアム2002                             | ヨルダン                 | ○6-0        | アルベルト・ザッケローニ   | 2014 FIFAワールドカップ・アジア4次予選 |
| 57.  | 2012年06月12日 | ブリスベン           | ブリスベン・スタジアム                         | オーストラリア           | △1-1        | アルベルト・ザッケローニ   | 2014 FIFAワールドカップ・アジア4次予選 |
| 58.  | 2012年08月15日 | 北海道               | 札幌ドーム                                     | ベネズエラ               | △1-1        | アルベルト・ザッケローニ   | キリンチャレンジカップ2012             |
| 59.  | 2012年09月06日 | 新潟県               | 新潟スタジアム                                 | アラブ首長国連邦         | ○1-0        | アルベルト・ザッケローニ   | キリンチャレンジカップ2012             |
| 60.  | 2012年09月11日 | 埼玉県               | 埼玉スタジアム2002                             | イラク                   | ○1-0        | アルベルト・ザッケローニ   | 2014 FIFAワールドカップ・アジア4次予選 |
| 61.  | 2012年10月12日 | サンドニ             | スタッド・ド・フランス                         | フランス                 | ○1-0        | アルベルト・ザッケローニ   | 国際親善試合                           |
| 62.  | 2012年10月16日 | ヴロツワフ           | ヴロツワフ市立競技場                           | ブラジル                 | ●0-4        | アルベルト・ザッケローニ   | 国際親善試合                           |
| 63.  | 2012年11月14日 | マスカット           | スルタン・カーブース・スポーツ・コンプレックス | オマーン                 | ○2-1        | アルベルト・ザッケローニ   | 2014 FIFAワールドカップ・アジア4次予選 |
| 64.  | 2013年02月06日 | 兵庫県               | 御崎公園球技場                                 | ラトビア                 | ○3-0        | アルベルト・ザッケローニ   | キリンチャレンジカップ2013             |
| 65.  | 2013年03月22日 | ライヤーン           | ハリーファ国際スタジアム                       | カナダ                   | ○2-1        | アルベルト・ザッケローニ   | 国際親善試合                           |
| 66.  | 2013年03月26日 | アンマン             | アンマン国際スタジアム                         | ヨルダン                 | ●1-2        | アルベルト・ザッケローニ   | 2014 FIFAワールドカップ・アジア4次予選 |
| 67.  | 2013年05月30日 | 愛知県               | 豊田スタジアム                                 | ブルガリア               | ●0-2        | アルベルト・ザッケローニ   | キリンチャレンジカップ2013             |
| 68.  | 2013年06月04日 | 埼玉県               | 埼玉スタジアム2002                             | オーストラリア           | △1-1        | アルベルト・ザッケローニ   | 2014 FIFAワールドカップ・アジア4次予選 |
| 69.  | 2013年06月15日 | ブラジリア           | エスタジオ・ナシオナル・デ・ブラジリア         | ブラジル                 | ●0-3        | アルベルト・ザッケローニ   | FIFAコンフェデレーションズカップ2013   |
| 70.  | 2013年06月19日 | レシフェ             | アレナ・ペルナンブーコ                         | イタリア                 | ●3-4        | アルベルト・ザッケローニ   | FIFAコンフェデレーションズカップ2013   |
| 71.  | 2013年08月14日 | 宮城県               | 宮城スタジアム                                 | ウルグアイ               | ●2-4        | アルベルト・ザッケローニ   | キリンチャレンジカップ2013             |
| 72.  | 2013年09月06日 | 大阪府               | 長居陸上競技場                                 | グアテマラ               | ○3-0        | アルベルト・ザッケローニ   | キリンチャレンジカップ2013             |
| 73.  | 2013年09月10日 | 神奈川県             | 横浜国際総合競技場                             | ガーナ                   | ○3-1        | アルベルト・ザッケローニ   | キリンチャレンジカップ2013             |
| 74.  | 2013年10月11日 | ノビサド             | スタディオン・カラジョルジェ                   | セルビア                 | ●0-2        | アルベルト・ザッケローニ   | 国際親善試合                           |
| 75.  | 2013年10月15日 | ミンスク             | トルペド・スタジアム                           | ベラルーシ               | ●0-1        | アルベルト・ザッケローニ   | 国際親善試合                           |
| 76.  | 2013年11月16日 | ヘンク               | クリスタル・アレナ                             | オランダ                 | △2-2        | アルベルト・ザッケローニ   | 国際親善試合                           |
| 77.  | 2013年11月19日 | ブリュッセル         | ボードゥアン国王競技場                         | ベルギー                 | ○3-2        | アルベルト・ザッケローニ   | 国際親善試合                           |
| 78.  | 2014年05月27日 | 埼玉県               | 埼玉スタジアム2002                             | キプロス                 | ○1-0        | アルベルト・ザッケローニ   | キリンチャレンジカップ2014             |
| 79.  | 2014年06月14日 | レシフェ             | アレナ・ペルナンブーコ                         | コートジボワール         | ●1-2        | アルベルト・ザッケローニ   | 2014 FIFAワールドカップ                |
| 80.  | 2014年06月19日 | ナタール             | アレーナ・ダス・ドゥーナス                     | ギリシャ                 | △0-0        | アルベルト・ザッケローニ   | 2014 FIFAワールドカップ                |
| 81.  | 2014年06月24日 | クイアバ             | アレーナ・パンタナール                         | コロンビア               | ●1-4        | アルベルト・ザッケローニ   | 2014 FIFAワールドカップ                |
| 82.  | 2014年11月14日 | 愛知県               | 豊田スタジアム                                 | ホンジュラス             | ○6-0        | ハビエル・アギーレ         | キリンチャレンジカップ2014             |
| 83.  | 2014年11月18日 | 大阪府               | 長居陸上競技場                                 | オーストラリア           | ○2-1        | ハビエル・アギーレ         | キリンチャレンジカップ2014             |
| 84.  | 2015年01月12日 | ニューカッスル       | ニューカッスル・スタジアム                     | パレスチナ               | ○4-0        | ハビエル・アギーレ         | AFCアジアカップ2015                    |
| 85.  | 2015年01月16日 | ブリスベン           | ブリスベン・スタジアム                         | イラク                   | ○1-0        | ハビエル・アギーレ         | AFCアジアカップ2015                    |
| 86.  | 2015年01月20日 | メルボルン           | メルボルン・レクタンギュラー・スタジアム       | ヨルダン                 | ○2-0        | ハビエル・アギーレ         | AFCアジアカップ2015                    |
| 87.  | 2015年01月23日 | シドニー             | スタジアム・オーストラリア                     | アラブ首長国連邦         | △1-1(PK4-5) | ハビエル・アギーレ         | AFCアジアカップ2015                    |
| 88.  | 2015年03月27日 | 大分県               | 大分スポーツ公園総合競技場                     | チュニジア               | ○2-0        | ヴァイッド・ハリルホジッチ | キリンチャレンジカップ2015             |
| 89.  | 2015年06月11日 | 神奈川県             | 横浜国際総合競技場                             | イラク                   | ○4-0        | ヴァイッド・ハリルホジッチ | キリンチャレンジカップ2015             |
| 90.  | 2015年06月16日 | 埼玉県               | 埼玉スタジアム2002                             | シンガポール             | △0-0        | ヴァイッド・ハリルホジッチ | 2018 FIFAワールドカップ・アジア2次予選 |
| 91.  | 2015年09月03日 | 埼玉県               | 埼玉スタジアム2002                             | カンボジア               | ○3-0        | ヴァイッド・ハリルホジッチ | 2018 FIFAワールドカップ・アジア2次予選 |
| 92.  | 2015年09月08日 | テヘラン             | アザディ・スタジアム                           | アフガニスタン           | ○6-0        | ヴァイッド・ハリルホジッチ | 2018 FIFAワールドカップ・アジア2次予選 |
| 93.  | 2015年10月08日 | マスカット           | シーブ・スタジアム                             | シリア                   | ○3-0        | ヴァイッド・ハリルホジッチ | 2018 FIFAワールドカップ・アジア2次予選 |
| 94.  | 2015年10月13日 | テヘラン             | アザディ・スタジアム                           | イラン                   | △1-1        | ヴァイッド・ハリルホジッチ | 国際親善試合                           |
| 95.  | 2015年11月12日 | シンガポール         | シンガポール・ナショナルスタジアム             | シンガポール             | ○3-0        | ヴァイッド・ハリルホジッチ | 2018 FIFAワールドカップ・アジア2次予選 |
| 96.  | 2016年03月24日 | 埼玉県               | 埼玉スタジアム2002                             | アフガニスタン           | ○5-0        | ヴァイッド・ハリルホジッチ | 2018 FIFAワールドカップ・アジア2次予選 |
| 97.  | 2016年03月29日 | 埼玉県               | 埼玉スタジアム2002                             | シリア                   | ○5-0        | ヴァイッド・ハリルホジッチ | 2018 FIFAワールドカップ・アジア2次予選 |
| 98.  | 2016年06月03日 | 愛知県               | 豊田スタジアム                                 | ブルガリア               | ○7-2        | ヴァイッド・ハリルホジッチ | キリンカップサッカー2016               |
| 99.  | 2016年06月07日 | 大阪府               | 市立吹田サッカースタジアム                     | ボスニア・ヘルツェゴビナ | ●1-2        | ヴァイッド・ハリルホジッチ | キリンカップサッカー2016               |
| 100. | 2016年09月01日 | 埼玉県               | 埼玉スタジアム2002                             | アラブ首長国連邦         | ●1-2        | ヴァイッド・ハリルホジッチ | 2018 FIFAワールドカップ・アジア3次予選 |
| 101. | 2016年09月06日 | バンコク             | ラジャマンガラ競技場                           | タイ                     | ○2-0        | ヴァイッド・ハリルホジッチ | 2018 FIFAワールドカップ・アジア3次予選 |
| 102. | 2016年10月06日 | 埼玉県               | 埼玉スタジアム2002                             | イラク                   | ○2-1        | ヴァイッド・ハリルホジッチ | 2018 FIFAワールドカップ・アジア3次予選 |
| 103. | 2016年10月11日 | メルボルン           | ドックランズ・スタジアム                       | オーストラリア           | △1-1        | ヴァイッド・ハリルホジッチ | 2018 FIFAワールドカップ・アジア3次予選 |
| 104. | 2016年11月15日 | 埼玉県               | 埼玉スタジアム2002                             | サウジアラビア           | ○2-1        | ヴァイッド・ハリルホジッチ | 2018 FIFAワールドカップ・アジア3次予選 |
| 105. | 2017年08月31日 | 埼玉県               | 埼玉スタジアム2002                             | オーストラリア           | ○2-0        | ヴァイッド・ハリルホジッチ | 2018 FIFAワールドカップ・アジア3次予選 |
| 106. | 2017年11月10日 | リール               | スタッド・ピエール＝モーロワ                   | ブラジル                 | ●1-3        | ヴァイッド・ハリルホジッチ | 国際親善試合                           |
| 107. | 2018年03月23日 | リエージュ           | スタッド・モーリス・デュフラン                 | マリ                     | △1-1        | ヴァイッド・ハリルホジッチ | 国際親善試合                           |
| 108. | 2018年03月27日 | リエージュ           | スタッド・モーリス・デュフラン                 | ウクライナ               | ●1-2        | ヴァイッド・ハリルホジッチ | キリンチャレンジカップ2018 in EUROPE   |
| 109. | 2018年05月30日 | 神奈川県             | 横浜国際総合競技場                             | ガーナ                   | ●0-2        | 西野朗                     | キリンチャレンジカップ2018             |
| 110. | 2018年06月08日 | ルガーノ             | スタディオ・コルナレド                         | スイス                   | ●0-2        | 西野朗                     | 国際親善試合                           |
| 111. | 2018年06月19日 | サランスク           | モルドヴィア・アリーナ                         | コロンビア               | ○2-1        | 西野朗                     | 2018 FIFAワールドカップ                |
| 112. | 2018年06月24日 | エカテリンブルク     | エカテリンブルク・アリーナ                     | セネガル                 | △2-2        | 西野朗                     | 2018 FIFAワールドカップ                |
| 113. | 2018年06月28日 | ヴォルゴグラード     | ヴォルゴグラード・アリーナ                     | ポーランド               | ●0-1        | 西野朗                     | 2018 FIFAワールドカップ                |
| 114. | 2018年07月02日 | ロストフ・ナ・ドヌ   | ロストフ・アリーナ                             | ベルギー                 | ●2-3        | 西野朗                     | 2018 FIFAワールドカップ                |

### ゴール
| #  | 開催年月日     | 開催地 | スタジアム           | 対戦国 | 勝敗 | 試合概要                      |
| -- | -------------- | ------ | -------------------- | ------ | ---- | ----------------------------- |
| 1. | 2009年11月18日 | 湾仔区 | 香港スタジアム       | 香港   | ○4-0 | AFCアジアカップ2011・最終予選 |
| 2. | 2011年1月13日  | ドーハ | カタールSCスタジアム | シリア | ○2-1 | AFCアジアカップ2011           |

## 指導者経歴
- 2024年 - フランクフルト
  - 2024年 - U-21コーチ
- 2024年 - 日本サッカー協会
  - 2024年 - 日本代表コーチ

## 出演

### テレビ
- 第69回NHK紅白歌合戦（2018年12月31日、NHK総合・ラジオ第1） - ゲスト審査員

### CM
- プーマジャパン「PUMA」 - ゲームの世界に入り込む男性「LOVE FOOTBALL」篇（2009年12月26日より）[82]
- キリンビール 企業CM - 僕たちは、ひとりじゃない。「思いは、プレーに」篇（2011年4月15日より）[82]
- TBSテレビ「世界陸上」 - ニッポンにチカラをください。長谷部 篇（2011年5月12日より）[82]
- キリンビール 企業CM - 僕たちは、ひとりじゃない。「思いは、プレーに」篇（2011年5月25日より。グループ出演）[82]
- キリンビール 企業CM - 僕たちは、もっと強くなる。（2011年7月16日より。グループ出演）[82]
- プーマジャパン「POWERCAT1.12」 - パスをつなげる人々（2011年11月12日より）[82]
- キリンビール 企業CM - 私たちは、2011年を忘れない。（2011年12月16日より）[82]
- キリンビバレッジ「キリン 大人のキリンレモン」- 大空翼に憧れてサッカーを始めた・新「キャプテン」篇（2012年4月10日より。漫画『キャプテン翼』の主人公・大空翼とのコラボレーション）[83][84]
- フォルクスワーゲングループジャパン 企業CM - 「全方位の守り篇」「ボディがすべての基本篇」「矛盾を両立する走り篇」（2012年9月1日より）[82][85][86]
- ニベア花王「8×4MEN」（2013年）
- キリンビバレッジ「ボルヴィック」（2013年）
- シチズン時計 「アテッサ」(2014)
- 日本航空 (JAL) - 「挑戦を続ける人 長谷部誠篇」(2014年）

### イメージキャラクター
- 日本ユニセフ協会（2011年～）
- KATEKYO学院 （2012年～）

## 書籍
- 2011年3月 『心を整える。 勝利をたぐり寄せるための56の習慣』 (幻冬舎) ISBN 978-4344019621